# Lake Mohawk (Ohio)
Lake Mohawk es un lugar designado por el censo ubicado en el condado de Carroll en el estado estadounidense de Ohio. En el Censo de 2010 tenía una población de 1652 habitantes y una densidad poblacional de 142,53 personas por km².

## Geografía
Lake Mohawk se encuentra ubicado en las coordenadas 40°39′40″N 81°11′33″O / 40.66111, -81.19250. Según la Oficina del Censo de los Estados Unidos, Lake Mohawk tiene una superficie total de 11.59 km², de la cual 9.51 km² corresponden a tierra firme y (17.99%) 2.08 km² es agua.

## Demografía
Según el censo de 2010, había 1652 personas residiendo en Lake Mohawk. La densidad de población era de 142,53 hab./km². De los 1652 habitantes, Lake Mohawk estaba compuesto por el 98.49% blancos, el 0.36% eran afroamericanos, el 0% eran amerindios, el 0% eran asiáticos, el 0% eran isleños del Pacífico, el 0.06% eran de otras razas y el 1.09% pertenecían a dos o más razas. Del total de la población el 0.54% eran hispanos o latinos de cualquier raza.